# 989 Schwassmannia
989 Schwassmannia eller 1922 MW är en asteroid i huvudbältet, som upptäcktes 18 november 1922 av den tyska astronomen Friedrich Karl Arnold Schwassmann i Bergedorf. Den har fått namn efter sin upptäckare.
Asteroiden har en diameter på ungefär 12 kilometer.